# 蕉村镇
蕉村镇，是中华人民共和国四川省宜宾市高县下辖的一个乡镇级行政单位。

## 行政区划
蕉村镇下辖以下地区：
凤凰社区、青云村、裕丰村、巩固村、石盘村、青坪村、文治村、幸福村、联民村、联乐村、联合村、龙潭村、万古村、仁和村、龙政村、德平村和吉新村。

## 水利
境内设有惠泽水库